# Mur d’enceinte du domaine national de Chambord
Le mur d'enceinte du domaine national de Chambord est un mur qui clos la forêt de Chambord dans le département de Loir-et-Cher en région Centre-Val de Loire.
Le mur, daté du XVIe siècle, est long de 32 km. Il s'agit du plus grand parc clos de murs d’Europe.

## Histoire
La construction du mur débute en 1524.
Le mur d'enceinte est classé Monument historique depuis le 2 avril 1997 dans le cadre de la protection du Domaine national de Chambord.
En 2020, le mur d'enceinte compte une douzaine de brèches soit environ 1,5 km.

## Description
Le mur, de 3,50 m de hauteur moyenne possède des fondations de 70 cm de profondeur. Il est constitué de petites pierres sèches de calcaire de Beauce.

La ligne bleue figure le mur d'enceinte long de 32 km. Cinq pavillons se situent au niveau du mur d'enceinte aux entrées du Domaine national de Chambord. 1.Pavillon de la Chaussée Le comte. 2.Pavillon de Saint-Dyé. 3.Pavillon de Muides. 4.Pavillon de Thoury. 5.Pavillon de Bracieux.